# Norman Hunter
Norman Hunter (Gateshead, 1943. október 29. – 2020. április 17.) világbajnok angol válogatott labdarúgó, edző.
Az angol válogatott tagjaként részt vett az 1966-os és az 1970-es világbajnokságon, illetve az 1968-as Európa-bajnokságon.

## Sikerei, díjai
Leeds United
- Angol másodosztály (1): 1963–64
- Angol bajnok (2): 1968–69, 1973–74
- Angol kupa (1): 1971–72
- Angol szuperkupa (1): 1969
- Angol ligakupa (1): 1967–68
- VVK-győztes (2): 1967–68, 1970–71

Anglia
- Világbajnok (1): 1966
- Európa-bajnoki bronzérmes (1): 1968

Egyéni
- Az év labdarúgója (PFA) (1): 1974